# 1999년 7월
| 1999년: 1월 · 2월 · 3월 · 4월 · 5월 · 6월 · 7월 · 8월 · 9월 · 10월 · 11월 · 12월 |

| <          | 1999년 7월 | 1999년 7월  | 1999년 7월 | 1999년 7월  | 1999년 7월 | >          |
| 일         | 월         | 화          | 수         | 목          | 금         | 토         |
|            |            |             |            | 1 5.18 갑인 | 2 19 을묘  | 3 20 병진  |
| 4 21 정사  | 5 22 무오  | 6 23 기미   | 7 24 경신  | 8 25 신유   | 9 26 임술  | 10 27 계해 |
| 11 28 갑자 | 12 29 을축 | 13 6.1 병인 | 14 2 정묘  | 15 3 무진   | 16 4 기사  | 17 5 경오  |
| 18 6 신미  | 19 7 임신  | 20 8 계유   | 21 9 갑술  | 22 10 을해  | 23 11 병자 | 24 12 정축 |
| 25 13 무인 | 26 14 기묘 | 27 15 경진  | 28 16 신사 | 29 17 임오  | 30 18 계미 | 31 19 갑신 |

| 편집하기 |